# Смитсон, Форрест
Форрест Кастер Смитсон (англ. Forrest Custer Smithson; 26 сентября 1884, Портленд — 24 ноября 1962, Контра-Коста, Калифорния) — американский легкоатлет, чемпион летних Олимпийских игр 1908 года.
На Играх 1908 года в Лондоне Смитсон участвовал только в беге на 110 м с барьерами. Он выиграл соревнование, установив при этом первый официальный мировой рекорд.